# Autovía de Pinares

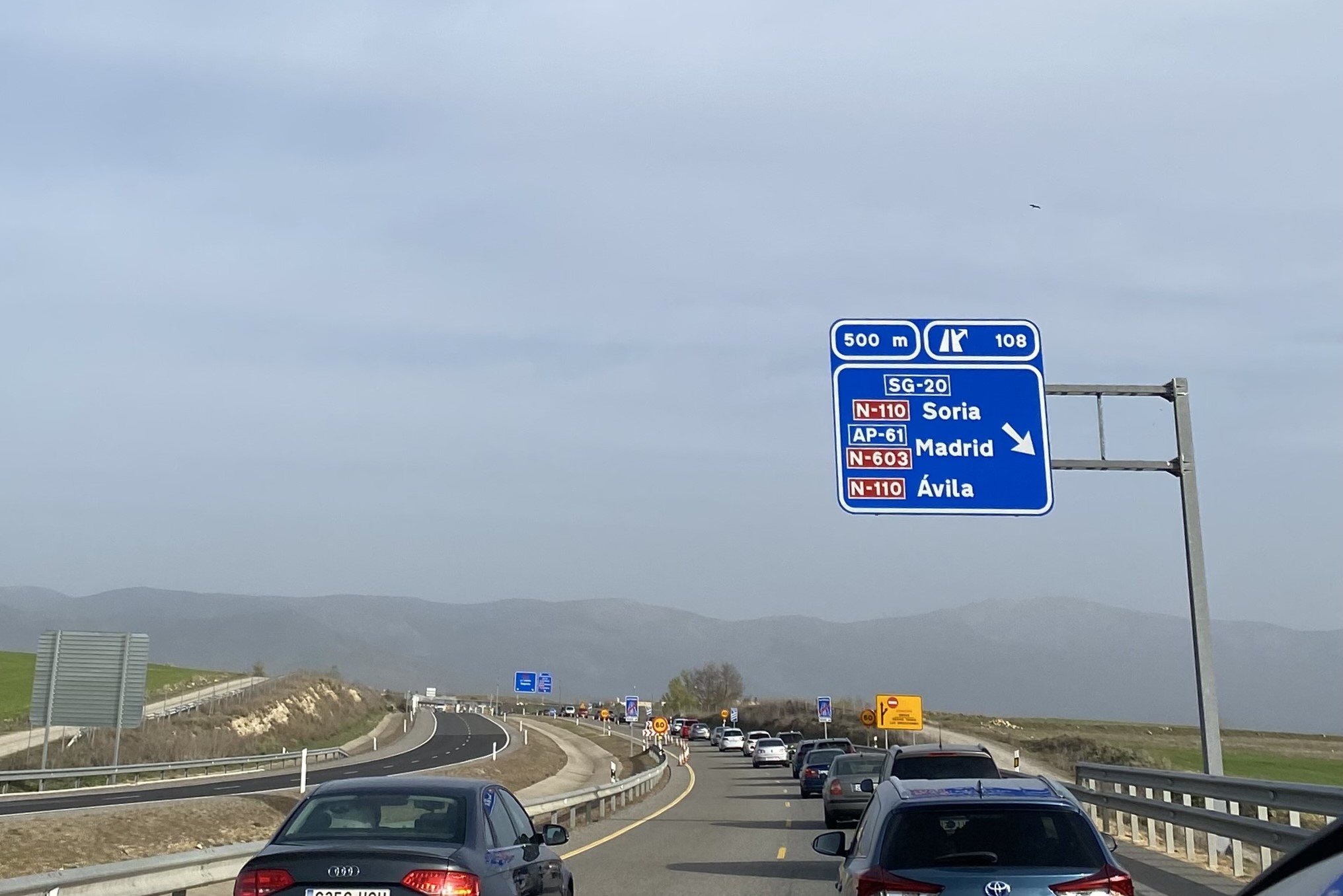
Entrada a Segovia desde la A-601 y salida hacia la SG-20

La A-601, conocida como autovía de Pinares, es una vía de gran capacidad española que comienza en la VA-30 (ronda exterior de Valladolid) y finaliza en la SG-20 (circunvalación de Segovia).
La autovía tiene una longitud de 104,6 kilómetros, de los que 39,4 están en la provincia de Valladolid y 65,2 en la de Segovia.

## Historia
Hasta 1984 la carretera entre Segovia y Valladolid formaba parte de la N-601, de Collado Villalba a León por Valladolid. En ese año el tramo entre Collado Villalba y Valladolid se traspasó a las respectivas comunidades autónomas: el tramo castellanoleonés se denominó CL-601 y el madrileño, M-601. Así mismo la N-601 pasó a ser la carretera de Madrid a León por Adanero, que anteriormente se denominaba N-403 entre Adanero y Valladolid. 
A finales de la década de 1990 la CL-601 se había convertido en un importante corredor regional entre Valladolid y Segovia, por lo que se acometieron reformas: se ensanchó la calzada hasta 12 metros, se crearon caminos de servicio y se ejecutaron algunas variantes, como las de Santiago del Arroyo (1998), San Miguel del Arroyo - Viloria (2004), Cuéllar (1996), Sanchonuño (2003), Navalmanzano (2004) y Carbonero el Mayor (2001). La variante de Cuéllar se construyó como vía rápida, mientras que las de San Miguel del Arroyo, Viloria y Navalmanzano también tenían enlaces a distinto nivel. 
El Plan Regional Sectorial de Carreteras 2002-2007 de la Junta de Castilla y León contemplaba el desdoblamiento del acceso a Segovia (tramo CL-603 - SG-20) y la construcción de las variantes de Navalmanzano, Pinarejos y Roda de Eresma, estas dos últimas puestas en marcha meses antes de la apertura de la autovía A-601. Entre 1997 y 2002 ya se había convertido a autovía el tramo entre Valladolid y El Brizo (CL-600). 
Entonces se empezó a plantear la construcción de una autovía entre Valladolid y Segovia desdoblando la CL-601, que se convirtió en realidad en 2008, si bien meses antes habían entrado en servicio provisionalmente las variantes de Portillo (2007), Pinarejos (2008) y Roda de Eresma (2007). Por esta última razón el kilometraje de la autovía está desfasado en un par de kilómetros con el original de la CL-601. 
Los accesos a Valladolid y a Segovia, abiertos en 2002 y 2007 respectivamente, tenían como velocidad máxima 100 km/h y estaban señalizados como CL-601; adoptaron la nomenclatura A-601 años después de la inauguración total de la autovía. 

### Construcción y características técnicas
Depende de la Consejería de Fomento de la Junta de Castilla y León. El sistema de construcción empleado es el de peaje en la sombra, según el cual las empresas constructoras realizan la obra y se encargan de su explotación y su conservación durante 35 años. El pago se efectúa mediante una cantidad fija por cada vehículo que la recorra. Se estipula un precio inicial de 0,0351 € por coche y kilómetro entre Valladolid y Cuéllar y 0,0427 € entre Cuéllar y Segovia. Estos precios sufren penalizaciones por alta siniestralidad y por retenciones.
La concesión se divide en dos tramos. Entre El Brizo y Cuéllar (sur) lo gestiona AUPISA (Autovía de los Pinares S.A.) y el tramo Cuéllar (sur)-CL-603 lo gestiona Autovía del Eresma (propiedad de Sacyr). La Junta de Castilla y León gestiona directamente el resto de tramos desdoblados antes de 2008.
La inversión global ha ascendido a 350 millones de euros para todo el trayecto. La autovía Valladolid-Segovia incluyó la construcción de 71 pasos, de los cuales 47 son sobre la nueva infraestructura y 24 por debajo. Dentro de las estructuras y como elementos singulares, hay que citar los tres pasos sobre los cauces de los ríos Cega y Pirón y el arroyo de Roda, en la provincia de Segovia. 
La accesibilidad de la autovía quedó garantizada mediante los enlaces oportunos. Se han diseñado un total de 26 enlaces. Los accesos a instalaciones, servicios y resto de propiedades públicas o privadas quedaron garantizados mediante una red de caminos paralelos de 128,2 km y de 21,6 km de vías de servicio.

## Tramos
| Denominación | Tramo | Kilómetros   | Año servicio                                                   |
| ------------ | --- | ------------ | -------------------------------------------------------------- |
| VA-20        | Valladolid VA-20 - Pol. San Cristóbal VA-30 Tramo original Remodelación (bulevar) | 1 1          | 1994 En obras (conclusión prevista primavera o verano de 2026) |
| A-601        | Pol. San Cristóbal VA-30 - Fábrica de Renault de Valladolid | 3,5          | 1997                                                           |
| A-601        | Fábrica de Renault de Valladolid - El Brizo CL-600 | 7            | 2002                                                           |
| A-601        | El Brizo CL-600 - Viloria Variante de Portillo (primera calzada) Variante de Santiago del Arroyo (primera calzada) Variante de San Miguel del Arroyo - Viloria (primera calzada) Tramo: El Brizo CL-600 - Viloria (segunda calzada) | 6,5 3 8 31,8 | 2007 1998 2004 2008                                            |
| A-601        | Viloria - Cuéllar (Sur) Variante de Cuéllar (primera calzada) Tramo: Viloria - Cuéllar (Sur) (segunda calzada) | 5,5 11,2     | 1996 2008                                                      |
| A-601        | Cuéllar (Sur) - Gomezserracín Variante de Sanchonuño (primera calzada) Tramo: Cuéllar (Sur) - Gomezserracín (segunda calzada) | 5,5 10       | 2003 2008                                                      |
| A-601        | Gomezserracín - Navalmanzano Variante de Pinarejos (primera calzada) Variante de Navalmanzano (primera calzada) Tramo: Gomezserracín - Navalmanzano (segunda calzada)                                                               | 4 3,7 9      | 2008 2004 2008                                                 |
| A-601        | Navalmanzano - Yanguas/Cantimpalos Variante de Carbonero el Mayor (primera calzada) Tramo: Navalmanzano - Yanguas/Cantimpalos (segunda calzada)                                                                                     | 4,3 17       | 2001 2008                                                      |
| A-601        | Yanguas/Cantimpalos - Roda de Eresma (Sur) Variante de Roda de Eresma (primera calzada) Tramo: Yanguas/Cantimpalos - Roda de Eresma (Sur) (segunda calzada)                                                                         | 7,5 7,5      | 2007 2008                                                      |
| A-601        | Roda de Eresma - Encinillas CL-603 | 2,3          | 2008                                                           |
| A-601        | Encinillas CL-603 - La Lastrilla SG-20 | 4            | 2007                                                           |

## Tráfico
El tráfico promedio de la autovía en 2010 se detalla en la tabla adjunta, con las cifras de vehículos diarios. Las datos más altos de tráfico se registran en los primeros kilómetros de la autovía próximos a Valladolid.
| km      | Intensidad media diaria | % Vehículos pesados | Tramo                                                                     |
| ------- | ----------------------- | ------------------- | ------------------------------------------------------------------------- |
| 10,500  | 15.226                  | 24,20               | De Valladolid a CL-600                                                    |
| 15,780  | 12.751                  | 10,15               | De CL-600 a VA-200 (Aldeamayor)                                           |
| 19,880  | 10.460                  | 11,45               | De VA-200 (Aldeamayor) a VA-301 (Portillo)                                |
| 27,840  | 6.659                   | 13,59               | De VA-301 (Portillo) a VP-2203 (Santiago del Arroyo)                      |
| 44,280  | 5.572                   | 13,53               | Del límite provincial entre Valladolid y Segovia a CL-602 (Cuéllar Norte) |
| 56,910  | 6.450                   | 15,86               | De SG-205 (Cuéllar Sur) a SG-333 (Gomezserracín)                          |
| 88,390  | 5.341                   | 15,35               | De SG-222 (Navalmanzano) a SG-211 (Tabanera de Luenga)                    |
| 103,800 | 7.998                   | 10,37               | De SG-211 (Tabanera de Luenga) a CL-603 (Encinillas)                      |

## Recorrido y salidas
| Velocidad                          | Esquema                       | Salida | Sentido Segovia (ascendente)                                                              | Sentido Valladolid (descendente)                                                          | Carretera que enlaza |
| ---------------------------------- | ----------------------------- | ------ | ----------------------------------------------------------------------------------------- | ----------------------------------------------------------------------------------------- | -------------------- |
|                                    |                               |        | Salida de Valladolid Entrada a A-601                                                      | Entrada a Valladolid Avenida de Segovia                                                   | Avenida de Segovia   |
|                                    |                               | 3      | Polígono industrial San Cristóbal                                                         | Polígono industrial San Cristóbal                                                         | Calle del Aluminio   |
| Avenida de Zamora VA-20            | Avenida de Zamora VA-20       | 3      | VA-20                                                                                     |                                                                                           |                      |
| Valladolid (todas las direcciones) |                               | 3      |                                                                                           |                                                                                           |                      |
| Salamanca - Palencia - Burgos      | Salamanca - Palencia - Burgos | 3      | A-62 E-80                                                                                 |                                                                                           |                      |
| Zamora - Soria                     | Zamora - Soria                | 3      | A-11 E-82                                                                                 |                                                                                           |                      |
| Madrid - León - Aeropuerto         | Madrid - León - Aeropuerto    | 3      | A-60 N-601                                                                                |                                                                                           |                      |
| Medina del Campo                   | Medina del Campo              | 3      | CL-610                                                                                    |                                                                                           |                      |
| Renedo de Esgueva                  | Renedo de Esgueva             | 3      | VA-140                                                                                    |                                                                                           |                      |
| Cabezón de Pisuerga                | Cabezón de Pisuerga           | 3      | VA-113                                                                                    |                                                                                           |                      |
|                                    |                               | 4      | Polígono industrial San Cristóbal                                                         | Polígono industrial San Cristóbal                                                         | Calle Topacio        |
| VA-30                              | VA-30                         | 4      | VA-30                                                                                     |                                                                                           |                      |
| Salamanca - Palencia - Burgos      | Salamanca - Palencia - Burgos | 4      | E-80 A-62                                                                                 |                                                                                           |                      |
| Zamora - Soria                     | Zamora - Soria                | 4      | A-11                                                                                      |                                                                                           |                      |
| Madrid - León - Aeropuerto         | Madrid - León - Aeropuerto    | 4      | A-60 N-601                                                                                |                                                                                           |                      |
| Medina del Campo                   | Medina del Campo              | 4      | CL-610                                                                                    |                                                                                           |                      |
|                                    |                               | 5      | Pol. industrial San Cristóbal                                                             | Pol. industrial San Cristóbal                                                             |                      |
|                                    |                               |        | Inicio de la Autovía de Pinares                                                           | Fin de la Autovía de Pinares                                                              |                      |
|                                    |                               | 6      | RENAULT                                                                                   | Zona Industrial - RENAULT                                                                 |                      |
|                                    |                               | 8      | Urb. La Corala Zona Industrial                                                            | Urb. La Corala Zona Industrial                                                            |                      |
|                                    |                               |        | Canal del Duero                                                                           |                                                                                           |                      |
|                                    |                               |        | Paso inferior sobre F.C. Valladolid-Ariza (sin servicio)                                  |                                                                                           |                      |
|                                    |                               | 10     | Herrera de Duero Vía de servicio                                                          | Herrera de Duero Vía de servicio                                                          | VP-2201 CL-601       |
|                                    |                               |        | Río Duero                                                                                 |                                                                                           |                      |
|                                    |                               | 13     | Boecillo - Tudela de Duero                                                                | CL-600 Tudela de Duero - Boecillo                                                         | CL-600 CL-601        |
|                                    |                               | 16     | Urb. La Lanchuela Urb. Los Aljibes Vía de servicio                                        |                                                                                           |                      |
|                                    |                               | 17     | Aldeamayor de San Martín VA-302 La Pedraja de Portillo VA-200 Tudela de Duero             | Aldeamayor de San Martín VA-302 La Pedraja de Portillo VA-200 Tudela de Duero             | VA-302 VA-200        |
|                                    |                               | 20     | Portillo (norte) Vía de servicio                                                          | Portillo (norte) Vía de servicio                                                          | VA-601               |
|                                    |                               | 24     | VA-301 Portillo (centro) - Aldea de San Miguel - Mojados VP-1202 Cogeces de Íscar - Íscar | VA-301 Portillo (centro) - Aldea de San Miguel - Mojados VP-1202 Cogeces de Íscar - Íscar | VA-301               |
|                                    |                               |        | Paso superior de la carretera VP-1202                                                     |                                                                                           |                      |
|                                    |                               | 26     | Portillo (este)                                                                           | Portillo (este)                                                                           | VA-601               |
|                                    |                               | 30     | Santiago del Arroyo VP-2203 Camporredondo - Montemayor de Pililla                         | Santiago del Arroyo VP-2203 Camporredondo - Montemayor de Pililla                         | VP-2203 VA-601       |
|                                    |                               | 35     |                                                                                           | Santiago del Arroyo - Vía de servicio                                                     | VA-601               |
|                                    |                               |        | Arroyo del Henar                                                                          |                                                                                           |                      |
|                                    |                               | 36     | VP-1203 San Miguel del Arroyo - Cogeces de Íscar                                          | VP-1203 San Miguel del Arroyo - Cogeces de Íscar                                          | VP-1203              |
|                                    |                               |        | Provincia de Segovia                                                                      | Provincia de Valladolid                                                                   |                      |
|                                    |                               | 44     | Viloria del Henar Vía de servicio                                                         | Viloria del Henar Vía de servicio                                                         | VA-601               |
|                                    |                               | 50     | Cuéllar (norte) CL-602 Íscar - Medina del Campo - Olmedo                                  | Cuéllar (norte) CL-602 Íscar - Medina del Campo - Olmedo                                  | CL-602               |
|                                    |                               | 53     | Cuéllar (centro) SG-223 Campaspero - Peñafiel                                             | Cuéllar (centro) SG-223 Peñafiel                                                          | SG-223               |
|                                    |                               | 55     | Cuéllar (sur) SG-205 Cantalejo                                                            | Cuéllar (sur) SG-205 Cantalejo                                                            | SG-205               |
|                                    |                               | 57     | Vía de servicio Polígono industrial                                                       | Vía de servicio Polígono industrial                                                       |                      |
|                                    |                               |        | Río Cega                                                                                  |                                                                                           |                      |
|                                    |                               | 60     | Sanchonuño (norte)                                                                        | Sanchonuño (norte)                                                                        |                      |
|                                    |                               | 64     | Sanchonuño (sur)                                                                          | Sanchonuño (sur)                                                                          |                      |
|                                    |                               | 66     | SG-333 Gomezserracín                                                                      | SG-333 Gomezserracín                                                                      | SG-333               |
|                                    |                               | 69     | Pinarejos                                                                                 |                                                                                           |                      |
|                                    |                               | 72     |                                                                                           | Pinarejos                                                                                 |                      |
|                                    |                               |        | Arroyo Malucas                                                                            |                                                                                           |                      |
|                                    |                               | 77     | SG-332 SG-222 Navalmanzano SG-332 Navas de Oro                                            | SG-332 SG-222 Navalmanzano SG-332 Navas de Oro                                            | SG-332               |
|                                    |                               | 80     | Vía de servicio - Área de descanso                                                        | Vía de servicio - Área de descanso                                                        |                      |
|                                    |                               | 82     | SG-P-2211 Pinarnegrillo                                                                   | SG-P-2211 Pinarnegrillo                                                                   | SG-P-2211            |
|                                    |                               |        | Río Pirón                                                                                 |                                                                                           |                      |
|                                    |                               | 85     | Carbonero el Mayor (norte)                                                                | Carbonero el Mayor (norte)                                                                |                      |
|                                    |                               | 89     | Carbonero el Mayor (sur)                                                                  | Carbonero el Mayor (sur)                                                                  |                      |
|                                    |                               | 91     | SG-211 Tabanera la Luenga - Mozoncillo SG-V-2113 Escarabajosa de Cabezas                  | SG-211 Tabanera la Luenga - Mozoncillo SG-V-2113 Escarabajosa de Cabezas                  | SG-211               |
|                                    |                               | 95     | SG-V-3313 Yanguas de Eresma SG-V-2115 Cantimpalos                                         | SG-V-3313 Yanguas de Eresma SG-V-2115 Cantimpalos                                         | SG-V-3313 SG-V-2115  |
|                                    |                               | 99     | SG-V-3312 Roda de Eresma (norte) - Carbonero de Ahusín                                    | SG-V-3312 Roda de Eresma (norte) - Carbonero de Ahusín                                    | SG-V-3312            |
|                                    |                               |        | Viaducto de Roda (200 m) Arroyo de Roda                                                   |                                                                                           |                      |
|                                    |                               | 102    |                                                                                           | Roda de Eresma (sur)                                                                      |                      |
|                                    |                               | 104    | CL-603 Turégano - Cantalejo SG-V-3122 Valseca                                             | CL-603 Turégano - Cantalejo SG-V-3122 Valseca                                             | CL-603 SG-V-3122     |
|                                    |                               | 106    | CL-607 Zamarramala - Arévalo                                                              | CL-607 Zamarramala - Arévalo                                                              | CL-607               |
|                                    |                               | 108    | N-110 Soria - Ávila CL-601 La Granja AP-61 N-603 Madrid                                   |                                                                                           | SG-20                |
|                                    |                               | 109    | SG-V-2226 Bernuy de Porreros, Mata de Quintanar                                           | SG-V-2226 Bernuy de Porreros, Mata de Quintanar                                           | SG-V-2226            |
|                                    |                               |        | Fin de la Autovía de Pinares Continúa por A-601 Segovia                                   | Inicio de la Autovía de Pinares                                                           | CL-601a              |